# Jean-Baptiste Philibert Willaumez
Jean-Baptiste Philibert Willaumez (Le Palais, 7 agosto 1763 – Suresnes, 17 maggio 1845) è stato un ammiraglio francese.
Willaumez entrò nella marina francese a 14 anni e diede prova da subito di essere un marinaio competente. Giunto sino al rango di pilota, iniziò a studiare navigazione attirando l'attenzione dei suoi superiori sino al Luigi XVI in persona. Divenne ufficiale e prestò servizio sotto Antoine Bruni d'Entrecasteaux nella sua spedizione per riprendere Lapérouse ed esplorare l'Oceano Indiano e l'Oceania (tra cui la Tasmania).
Allo scoppio della Rivoluzione Francese, Willaumez prestò servizio nella colonia di Saint-Domingue dove condusse una brillante difesa a bordo della fregata Poursuivante contro la Hercule (74 cannoni) inglese nell'Azione del 28 giugno 1803. Combatté nella Rivoluzione haitiana comandando la stazione di Saint-Domingue.
Durante il Primo impero francese, nel 1806, Willaumez comandò uno squadrone nella Campagna dell'Atlantico del 1806. Salpò per il Capo di Buona Speranza, Brasile e poi verso i Caraibi, minacciando il commerci britannico con le sue forze. Ad ogni modo, l'insubordinazione del principe Girolamo Bonaparte che prestava servizio come capitano della Vétéran nel suo squadrone, gli fece perdere l'opportunità di un ricco convoglio nell'operazione. Successivamente un uragano danneggiò e disperse le sue navi, tre delle quali andarono irrimediabilmente perdute, mentre le altre tornarono lentamente in Francia.
Nel maggio del 1808, tentò di raggruppare le sue navi a Brest, Lorient e Rochefort in una flotta di 18 navi per supportare le colonie francesi nei Caraibi, ma il tempo avverso e le pessime condizioni delle navi mandarono in fumo i suoi piani e finirono per essere bloccate a Rochefort, dove combatté la Battaglia dell'Isola di Aix che segnò la fine del suo favore presso Napoleone.
Dopo la guerra, Willaumez prestò servizio come membro del Consiglio di Costruzione Navale e divenne, sotto la restaurazione borbonica, pari di Francia. Fu autore di un dizionario di terminologia navale e sponsorizzò una collezione di modellini in legno di famose navi.

## Biografia

### I primi anni
Willaumez era figlio di un capitano di fanteria che era morto all'età di 68 anni lasciando sei figli. Jean-Baptiste era il maggiore e pertanto si prese cura dei fratelli minori, tutti morti in servizio poi nella marina francese.
Nel 1777, all'età di 14 anni, si iscrisse come apprendista pilota nella marina militare francese e venne imbarcato a bordo della Bien-Aimé (74 cannoni) al comando del capitano de Bougainville, come parte dello squadrone dell'ammiraglio du Chaffault. L'anno successivo venne imbarcato sulla Flamand (56 cannoni) diretta alle Mauritius, come apprendista timoniere. Al suo arrivo, venne trasferito sullo schooner Fourmi. La Fourmi ed egli venne pertanto trasferito alla Louise che colò a picco al largo di Tamarin. Willaumez tornò quindi in Francia a bordo della corvetta Les Amis.

### Il servizio a bordo dellaAmazone
Giunto a Lorient, senza trovare alcuna nave che abbisognasse di servizi, Willaumez si portò a Brest, dove venne iscritto nell'equipaggio della Ville de Paris (90 cannoni), che alla fine del 1780 affondò anch'essa. Willaumez ad ogni modo aveva già chiesto un trasferimento e venne ben presto nominato pilota della fregata Amazone, agli ordini di La Pérouse, dal gennaio del 1781.
Nella Baia di Biscaglia, l’Amazone catturò la Pitt (12 cannoni); Willaumez ottenne quindi il comando di salpare per Lorient con la barca catturata e qui si riunì alla Amazone, che stava scortando un convoglio diretto in America.
Al suo arrivo, l’Amazone era annessa alla flotta dell'ammiraglio de Grasse, e prese parte alla Battaglia delle Saintes nell'aprile del 1782. Il 29 luglio, mentre era in viaggio all'entrata della Baia di Chesapeake, l’Amazone, al comando del tenente de Moniguyot, incontrò la brigata inglese HMS Santa Margarita; e ne seguì uno scontro dove l’Amazon perse gran parte del proprio serpame e metà dei marinai tra morti e feriti. Il giorno successivo, lo squadrone francese al comando di Vaudreuil apparve all'orizzonte e ricatturò la Amazon liberandola. Per il valore con cui si era distinto a bordo della Amazon, e per essere stato per due volte pesantemente ferito, Willaumez ottenne un encomio solenne dall'ammiraglio e venne promosso seduta stante al rango di primo pilota.

### Il servizio sullaAstrée
Nel 1784, ritornato in Francia, Willaumez venne iscritto come primo ufficiale sul mercantile di 700 tonnellate Tharon, col quale compì due viaggi a Saint Domingue. La seconda volta, salvò la sua nave, che era in pericolo di andare a piccolo all'entrata della Loira. L'anno successivo, tornò nella Royal Navy e si imbarcò come primo pilota sull'aviso Sylphe; qui nuovamente salvò la sua nave dopo essere salpato dal porto e la condusse a Rochefort.
A Rochefort, Willaumez si trasferì sulla Lionne che era salpata dai Caribbean. Nel 1786, venne trasferito sulla Forte e poi sulla fregata Astrée, diretto nelle Indie.
In questo periodo, Willaumez si dedicò allo studio della navigazione e dell'astronomia, materie nelle quali dimostrò una tale passione che il comandante della stazione, Saint-Riveuil, gli regalò un sestante ed un cronometro. Willaumez ricevette anche un sestante personalmente da Luigi XVI con l'iscrizione "Donato dal re a M. Willaumez, primo pilota".
L’Astrée venne richiamata in Francia, con a bordo Antoine Bruni d'Entrecasteaux, governatore delle Mauritius. Al suo arrivo, quando Entrecasteaux venne nominato comandante della Patriote, questi portò Willaumez con sé.

### Il servizio sullaRecherchenella spedizione di D'Entrecasteaux

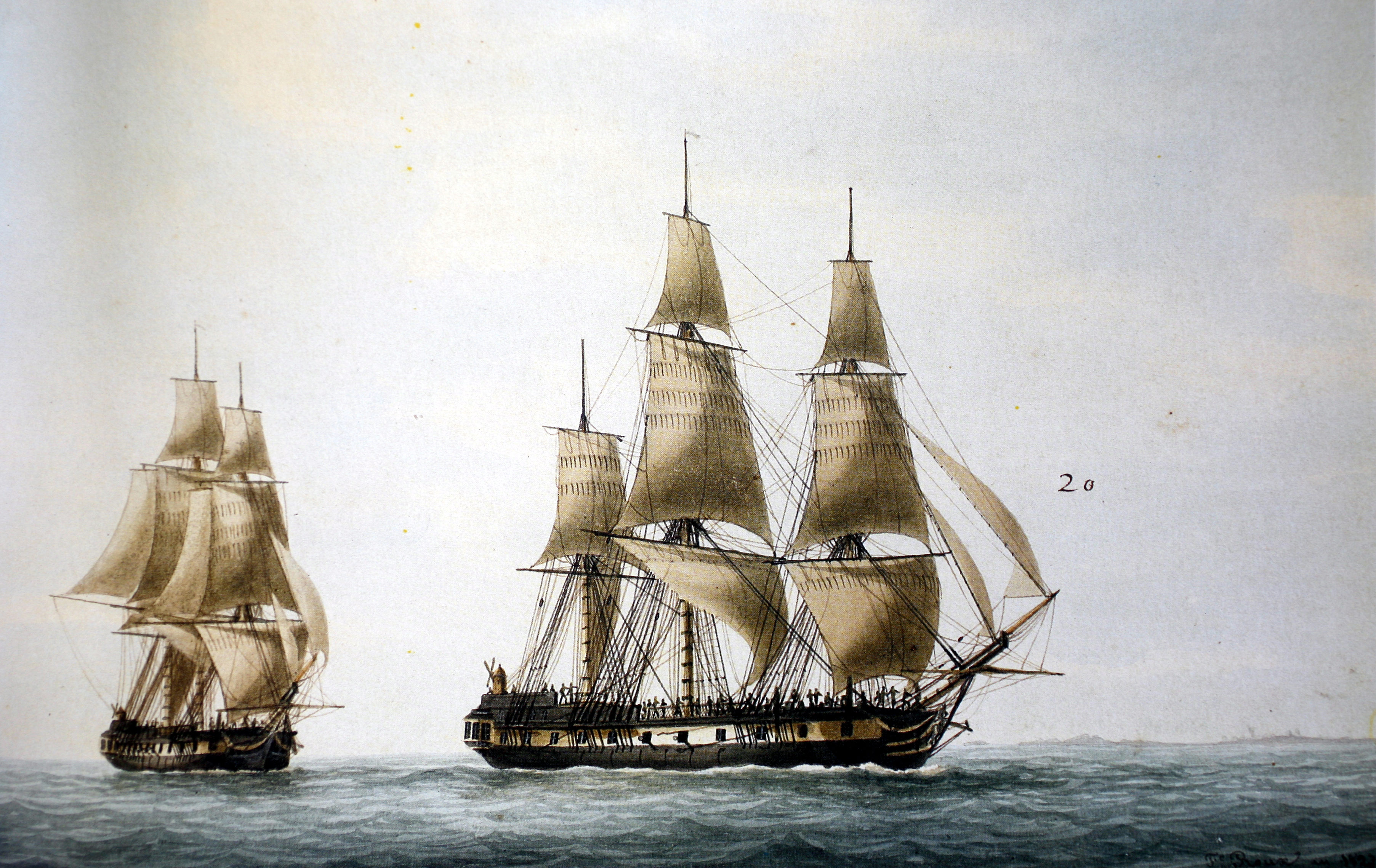
Le fregate Recherche e Espérance

Quando a D'Entrecasteaux venne chiesto di investigare la sorte della spedizione Lapérouse e diede il comando alla Recherche, Willaumez, promosso sottotenente nel 1791, lo seguì ed ebbe il compito di condurre la navigazione e cronometrarla. Nel corso della campagna, D'Entrecasteaux lo promosse a tenente, e gli porse la medaglia di cavaliere dell'onorificenza dell'Ordine di San Luigi. Nel corso dell'esplorazione, egli diede il nome anche alla Penisola di Willaumez.
D'Entrecasteaux morì di scorbuto il 21 luglio 1793 e le sue navi salparono alla volta di Giava, dove vennero catturate dagli olandesi che erano all'epoca in guerra con la Francia. Willaumez rimase detenuto per qualche tempo prima di poter salpare nuovamente alla volta delle Mauritius dove venne imbarcato a bordo della Prudente al comando di Jean-Marie Renaud. Sulla Prudente, prese parte all'Azione del 22 ottobre 1794, dove comandò la batteria di una fregata e ricevette una ferita ad una mano.
In riconoscimento della sua condotta, il governatore delle Mauritius garantì a Willaumez il comando della corvetta Légère e gli chiese di portare i documenti della spedizione D'Entrecasteaux' in Francia. Légère ancorò a Brest due mesi dopo.

### Al comando dellaRégénéréenello squadrone Sercey
Nel marzo del 1795, Willaumez venne promosso capitano; a maggio di quell'anno venne nominato in servizio alla Pluton (74 cannoni), dove mise in pratica le proprie conoscenze ancora una volta. Salì quindi a bordo della Bergère da Brest a Rochefort, malgrado il blocco degli inglesi, e prese il comando della fregata Régénérée (40 cannoni).
La Régénérée era parte di una divisione navale composta da due corvette e quattro fregate al comando del contrammiraglio Sercey, il quale aveva avuto il compito di salpare alla volta delle Mauritius e predare i mercanti inglesi nell'Oceano Indiano. Nel corso della campagna, la nave catturò 19 delle 23 navi di uno squadrone nell'Azione dell'8 settembre 1796 con due morti e sei feriti.
Con poco supporto dalla colonia delle Mauritius, Sercey dovette inviare nuovamente la Régénérée e la Vertu, al comando del capitano Magon, in Francia. Le fregate partiano dal teatro dell'Oceano Indiano in settembre salpando dalle Mauritius a Rochefort scortando due mercanti spagnoli della Compagnia Reale delle Filippine in Europa.
Lungo la rotta, le due fregate ed i due mercantili si fermarono all'Îles de Los per eseguire le dovute riparazioni e ottenere dell'acqua potabile; ancorarono a Tamara, Vertu si mise ai ripari, mentre la Régénérée salpò verso la vicina isola di Factori. Il 24 aprile, la HMS Pearl (32 cannoni), al comando del capitano James Ballard, attaccò Vertu; dopo un'ora di battaglia, la Régénérée, attaccò con una cannonata, intervenne e costrinse la Pearl ad abbandonare il conflitto. La Régénérée inseguì la Pearl per 36 ore prima di abbandonarla.
Il 10 maggio 1798, le navi partirono alla volta dell'Europa. Giunte a Tenerife, i mercantili vennero posti sotto la tutela del governatore locale in quanto ritardavano considerevolmente il viaggio delle fregate. Il 27 luglio, mentre le fregate si preparavano a salpare nuovamente, vennero osservate dalla HMS Brilliant (28 cannoni), al comando di Henry Blackwood. Alle 6:00, le fregate francesi erano pronte a salpare e iniziarono a sparare sulla Brilliant; la Régénérée wera vicina al nemico quando la Vertu, prese la via del vento; Régénérée imitò la sua manovra, ma non riuscì a prendere sufficiente spinta lasciando correre via la Brilliant. La Vertu tornò poi anch'essa a Tenerife. Qui, la Régénérée la rimpiazzò ed entrambe le fregate giunsero a Rochefort il 5 settembre successivo.

### Il servizio a Saint-Domingue sullaPoursuivante
Promosso al rango di commodoro nel gennaio del 1799, Willaumez venne destinato a Saint-Malo a guidare una campagna con tre fregate e una corvetta. Ad ogni modo, la spedizione non poté partire e Willaumez fece ritorno a Parigi dove, assieme a Fleurieu, documentò la spedizione D'Entrecasteaux.
Nel 1801, alla Pace di Amiens, Willaumez venne nominato comandante della Duguay-Trouin (74 cannoni), parte di uno squadrone al comando del contrammiraglio Latouche-Tréville a Villaret de Joyeuse diretto a Saint-Domingue; lo squadrone era composto di sei navi di linea, sei fregate e due corvette oltre a trasportare 3 000 soldati.
Willaumez ottenne il comando della stazione meridionale di Saint-Domingue e, pur non avendo truppe a propria disposizione in loco, cercò di mantenere l'ordine. Egli seppe inoltre guadagnarsi la fiducia della popolazione nera dell'isola, al punto che il generale Laplume gli concesse la somma di 2 000 000 di franchi da portare a Port-au-Prince. Nel novembre del 1802, dopo che il generale de Rochambeau ebbe rimpiazzato il generale Charles Leclerc, iniziò a giustiziare le persone di colore locali per annegamento; fece trasferire l'intera guarnigione del Fort Dauphin a bordo della Swiftsure e poi la gettò a mare. Rochambeau quindi ordinò a tutte le navi francesi di portare avanti schemi simili; solo Willaumez si rifiutò di eseguire gli ordini, dicendo che "gli ufficiali della marina francese non sono giustizieri. Non obbedirò."

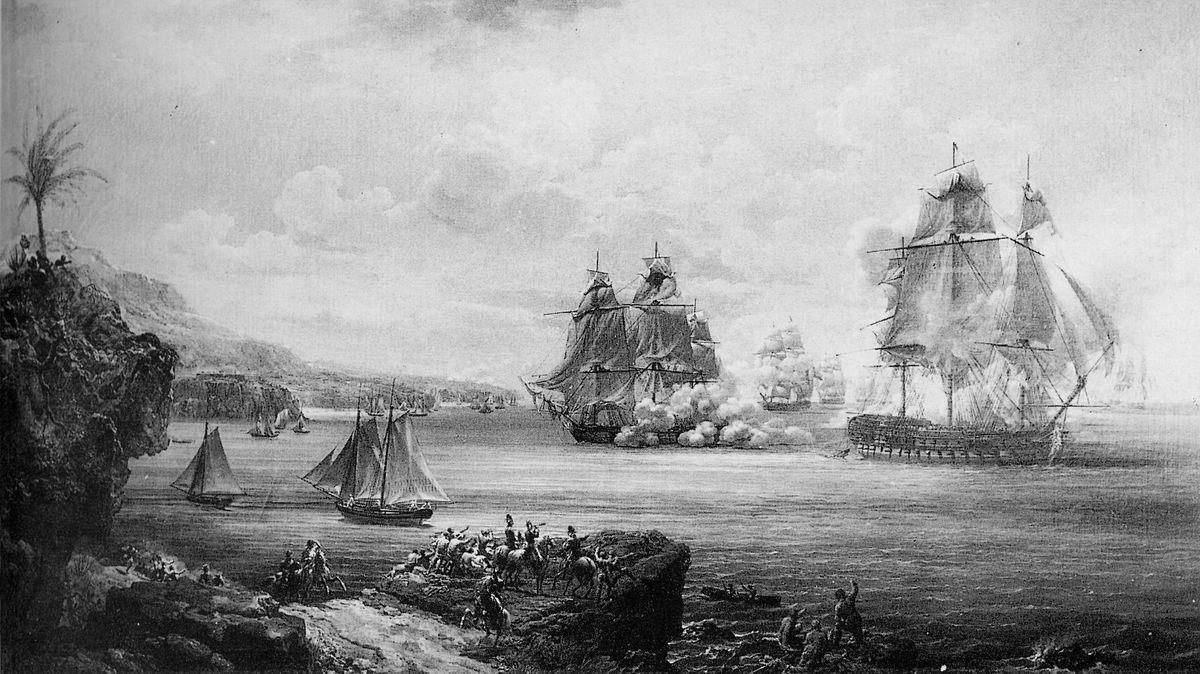
Combattimento tra la Poursuivante e la HMS Hercules, di Louis-Philippe Crépin.

Dopo 18 mesi, Willaumez trasferì la sua bandiera a bordo della fregata Poursuivante, con la quale si portò poi alle stazioni militari a ovest ed a sud dell'isola, portando avanti diversi raids contro i rivoluzionari haitiani. Il 27 giugno 1803, la Poursuivante lasciò Les Cayes presso Cap-Haïtien, in compagnia della corvetta Mignonne, sotto il comando di Jean Pierre Bargeau.
Nelle prime ore del mattino del 28 giugno 1803, la Poursuivante individuò un grande convoglio di circa cinquanta navi, con tre navi di linea di scorta; tra queste vi erano la HMS Hercules, la Cumberland e la Goliath. Alle nove si aprì il fuoco.
Dopo due ore di cannonate reciproche, le due navi erano sull'orlo di crollare ed alle undici, il vento calò rendendo le navi più manovrabili, eliminando quasi completamente la Hercules con una bordata. I danni e la confusione a bordo della Hercule furono tali che effettivamente colò a picco nell'azione, permettendo alla Poursuivante di raggiungere sana e salva Môle-Saint-Nicolas.
La Goliath catturò la Mignonne dopo un breve inseguimento ed uno scambio di qualche colpo di cannone. La Poursuivante ebbe dieci uomini uccisi e quindici feriti. I danni furono notevoli. Dal momento che Cap-Haïtien scarseggiava di risorse per riparare la fregata, Willaumez venne autorizzato a salpare alla volta della Francia. Lasciò quindi il porto e raggiunse la parte meridionale di Cuba. Alcuni giorni dopo la nave venne individuata da un pirata inglese e catturata.
Willaumez venne costretto a portarsi a Baltimora per riparare la sua fregata. Una volta pronto, partì da Chesapeake, evitando il blocco inglese ed attraversando l'Atlantico, raggiungendo Rochefort il 28 maggio 1804. Qui, venne intercettato da una nave di linea inglese con cui combatté per mezz'ora prima di trovare rifugio all'Île-d'Aix.
Willaumez venne ricompensato con la Legion d'onore nel febbraio di quello stesso anno. Promosso a giugno, ottenne le congratulazioni del ministro della marina Decrès.

### Il raid di Willaumez nell'Atlantico
Nell'agosto del 1804, Willaumez venne nominato comandante della Algésiras (74 cannoni). Partito da Lorient nel dicembre di quell'anno, con l' Algésiras riuscì a proseguire ed a raggiungere Rochefort malgrado il blocco inglese dapprima a Quiberon e poi a Basque Roads.
Nel marzo del 1805, Willaumez venne promosso contrammiraglio ed ottenne il comando dello squadrone navale a Brest, sotto il comando del viceammiraglio Ganteaume. Willaumez pose la sua bandiera sulla Alexandre (74 cannoni). Con questa nave si scontrò poco dopo con la HMS Hibernia (110 cannoni).
Sul finire del 1805, undici navi salparono in due squadroni, uno al comando del contrammiraglio Leissègues, e l'altro sotto il comando di Willaumez; gli squadroni partirono il 13 dicembre e si separarono il 15 dicembre. Willaumez incluse la Foudroyant (80 cannoni), la Vétéran (74 cannoni), la Cassard, la Impétueux, la Éole e la Patriote, oltre alla fregata Valeureuse (40 cannoni) e la Volontaire. La sua missione era quella di salpare alla volta del Capo di Buona Speranza, minacciando se necessario gli interessi commerciali degli inglesi, e di ritornare in patria 15 mesi dopo.
Durante i primi giorni di navigazione, la divisione catturò un gran numero di prede prima di portarsi alle Canarie per riempire di cibo la stiva. Willaumez staccò la Volontaire per trasportare i prigionieri a Santa Cruz de Tenerife.
Giunto al Capo di Buona Speranza, Willaumez seppe dal capitano della nave catturata che Città del Capo era assediata dagli inglesi nella Battaglia di Blaauwberg, nel gennaio del 1806. Willaumez fece quindi rotta verso il Brasile dove giunse nall'aprile del 1806.
Dopo 17 giorni di stallo a Salvador de Bahia, Willaumez salpò alla volta della Caienna. Qui, divise il suo squadrone in tre divisioni, che disperse dalla Caienna al 9º parallelo sud; ad ogni modo la sua tattica portò a ben pochi risultati e Willaumez decise quindi di raggruppare le sue navi. Egli decise quindi di razziare le Barbados, ma venti avversi lo costrinsero a rinunciare ed a ripiegare sulla Martinica dove giunse il 20 giugno. Riempita la stiva, razziò Montserrat.
Il 6 luglio, a Saint Thomas, Willaumez individuò uno squadrone inglese di cinque navi di linea e sette tra fregate e corvette che stavano salpando col favore dei venti. Venne quindi informato dell'arrivo di uno squadrone al comando dell'ammiraglio Warren, e di un altro ammiraglio Strachan; senza marines per attaccare le colonie britanniche nei Caraibi, Willaumez decise di posizionare le proprie forze per intercettare un ricco convoglio proveniente dalla Giamaica.
Ad ogni modo, nella notte del 1 agosto, la Vetéran (74 cannoni) al comando del principe Girolamo Bonaparte, scomparve. Willaumez la cercò senza esito in diverse direzioni sino a quando non fu certo che era partita alla volta della Francia e pertanto decise di tornare alla propria posizione; ma il convoglio, ad ogni modo, era già passato.
Willaumez attese qualche tempo nella speranza che il convoglio riapparisse, ma nella notte tra il 19 ed il 20 agosto, la sua flotta venne colpita da un uragano che danneggiò gran parte delle navi. La Foudroyant, dovette portarsi all'Havana, ma venne intercettata ed attaccata dalla HMS Anson; pur avendo mantenuto intatta la propria potenza di fuoco, la Foudroyant mancava di manovrabilità e riuscì ad entrare nel porto al sicuro.
Dopo quattro mesi di permanenza all'Havana, Willaumez partì alla volta di Chesapeake Bay per riunirsi alla Patriote, all' Éole ed alla Valeureuse, che pure si erano rifugiate qui a causa dell'uragano. Il tempo avverso continuò ad imperversare e Willaumez salpò alla volta della Francia, giungendo a Brest nel febbraio del 1807. La divisione si era dispersa ed aveva perso molte navi: la Impétueux era stata intercettata da uno squadrone inglese e costretta ad arenarsi per evitare la cattura; la Éole e la Valeureuse erano state vendute come rottami ad Annapolis; la Vétéran si era arenata a Concarneau, un porto normalmente troppo piccolo per una nave di linea, dove venne bloccata; la Patriote raggiunse poi Brest, mentre la Cassard, Lorient. I danni provocati dagli inglesi alle navi si aggiravano attorno ai 12-15 milioni di franchi.

### Tentativo di unire gli squadroni di Brest, Lorient e Rochefort
Nel maggio del 1808, Willaumez venne nominato al comando di uno squadrone di nove navi, tre fregate e tre corvette. Partì il 21 febbraio 1809 con l'ordine di riunirsi alla divisione di Lorient che era bloccata nel suo porto, attaccare lo squadrone che bloccava Rochefort, attaccare lo squadrone di Rochefort al comando dell'ammiraglio Bergeret e salpare quindi alla volta dei Caraibi per riconquistare la Martinica e Guadalupe.
Willaumez guidò la sua divisione a Lorient ed a Rochefort come gli era stato indicato, ma non riuscì a riunirsi con alcuna nave: Lo squadrone di Lorient non poté partire sin dopo la partenza di Willaumez, impegnandosi nella Battaglia di Les Sables-d'Olonne; lo squadrone di Rochefort invece aveva gran parte del proprio equipaggio malato e non poté partire.
Dispiaciuto della scarsa performance di Willaumez, Napoleone lo rimosse dal comando della flotta e lo mantenne in ruoli subordinati. L'arrivo di un grande squadrone inglese bloccò lo stesso Willaumez a Rochefort. Si ebbe così la Battaglia di Basque Roads.

### Gli ultimi anni

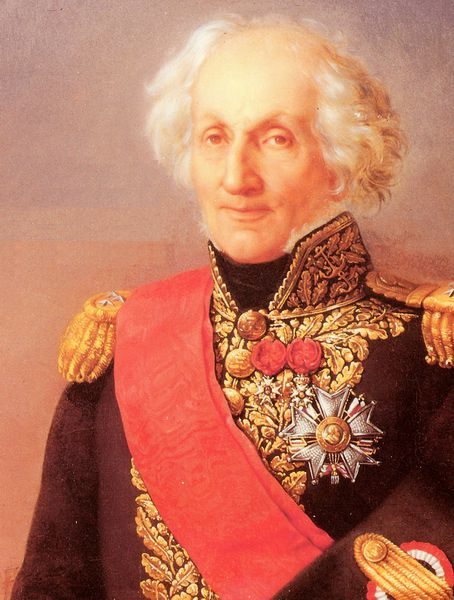
Willaumez nel 1840, con la medaglia de Grand'Ufficiale dell'Ordine della Legion d'onore. Ritratto di Pierre-Victorien Lottin.

Nel 1811, Willaumez venne destinato in Olanda a comandare una divisione della flotta dell'ammiraglio de Winter. Le sue condizioni di salute, ad ogni modo, lo costrinsero a venire trasferito nuovamente in Francia dall'anno successivo.
Nel 1819, dopo la restaurazione borbonica, Willaumez venne promosso vice ammiraglio. Nel 1825, pubblicò un dizionario di termini nautici, e presiedette quindi il Consiglio di Costruzione della Marina francese. Diede inoltre il via ad una collezione di modellini di navi in miniatura. Venne promosso inoltre grand'ufficiale dell'Ordine della Legion d'onore nel 1828.
Nel 1836 ebbe una lunga discussione col barone Pierre Rolland per la distruzione della Trocadéro (120 cannoni).
Nel 1837, venne creato pari di Francia e si ritirò dal servizio militare attivo. Nel 1844, Luigi Filippo lo creò conte ed il titolo lo trasmise in seguito al capitano Bouët, che da allora assunse il doppio cognome di Bouët-Willaumez.

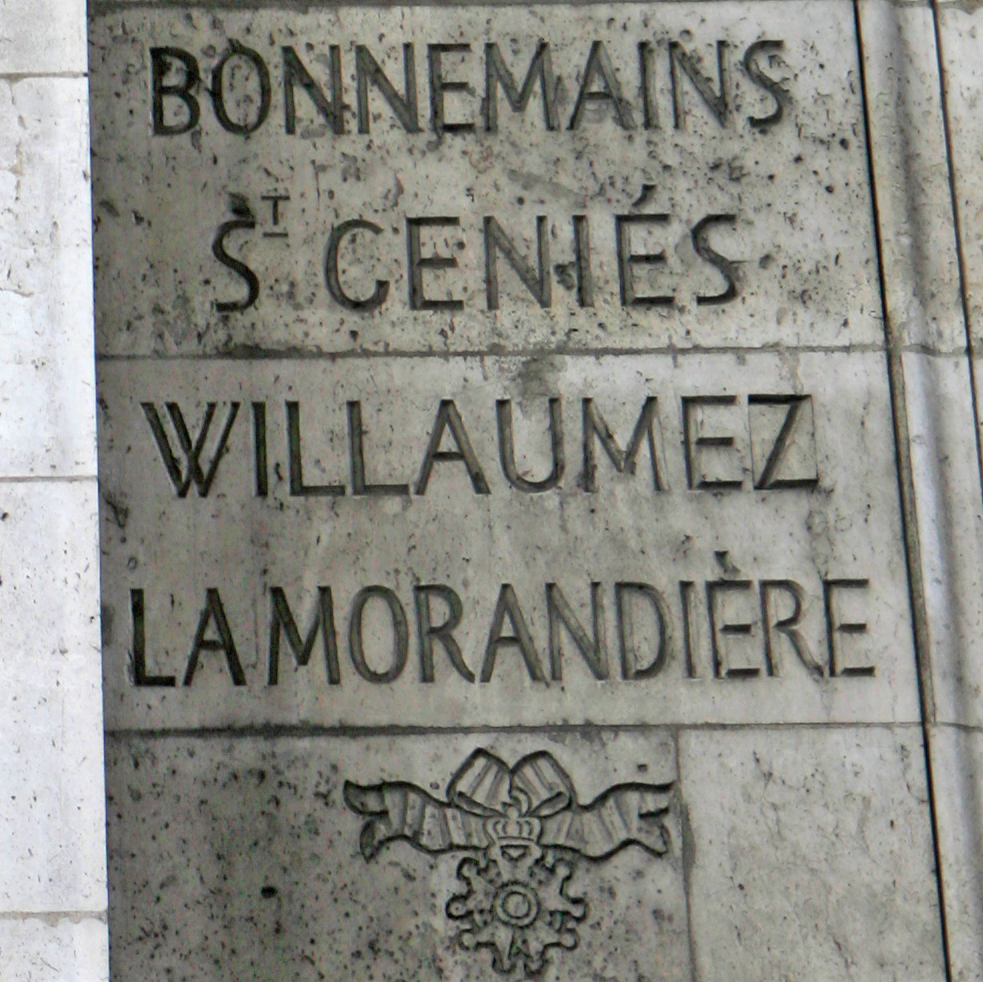
Il nome di Willaumez sull'Arco di Trionfo di Parigi.

Il suo nome venne inscritto sulla 22ª colonna del pilone sud dell'Arco di Trionfo di Parigi.

## Opere
- Jean-Baptiste-Philibert Willaumez, Dictionnaire de marine, Bachelier, 1825.